# Kim Yoo-jung
Kim Yoo-jung (김유정?; Seul, 22 settembre 1999) è un'attrice e modella sudcoreana.

## Biografia
Kim Yoo-Jung nasce a Seul, Corea del Sud, il 22 settembre 1999. Le sue capacità vengono considerate all'età di cinque anni durante un concorso dove ha partecipato insieme alla sorella maggiore, classificandosi al primo posto. Ha avuto il suo debutto nel 2003 prendendo parte ad uno spot commerciale e per aver recitato nel film DMZ. Successivamente, ha recitato in film come Lady Vendetta, Naesaengae gajang areumdawun iljuil, The Chaser e Tidal Wave, approdando in televisione nel 2006. Diventa in breve tempo una delle attrici più richieste e giovani in patria. Nel 2008 riceve il suo primo premio per la serie Iljimae, seguito da un'accoglienza positiva anche per Dong-yi e Yokmangeui bulkkot. Nella serie Gumiho - Yeo-unu-idyeon interpreta per la prima volta il ruolo di protagonista..
Nel 2012 continua a crescere recitando nel film Haereul pum-eun dal e May Queen, seguiti nel 2013 dal film Dongchangsaeng e dalla serie familiare Hwanggeum mujigae. Nel 2015 interpreta la giovane liceale Oh Ah-Ran in una serie contro il bullismo, Angry Mom.
Ha ottenuto diversi ruoli da protagonista nei film drammatici-romantici Gureumi geurin dalbit (2016), Clean with passion for now, Backstreet Rookies (2020), the 8th night (2021) e nel fantasy drammatico a tema romantico Loved of the red sky (2021). Nel 2017 è arrivata alla posizione numero 8 per quanto riguarda la Forbes Korea Power Celebrity. È la più giovane mai arrivata in questa posizione, all'età di 17 anni.

## Vita privata
Nel 2018 le è stata diagnosticata una disfunzione alla tiroide che ha obbligato l'attrice a prendersi una pausa dalla recitazione.

## Filmografia

### Cinema
- DMZ, regia di Gyu-hyeong Lee (2004)
- Lady Vendetta (친절한 금자씨, Chinjeolhan geumjassi), regia di Park Chan-wook (2005)
- Naesaengae gajang areumdawun iljuil (내 생애 가장 아름다운 일주일), regia di Min Kyu-dong (2005)
- Ne beonjje cheung (네번째 층), regia di Kwon Il-soo (2006)
- Gagseoltang (각설탕), regia di Lee Hwan-kyung (2006)
- Hwang Jin-yi (황진이), regia di Jang Yoon-hyun (2007)
- Maeulgeumgo yeonsoeseubgyeogsageon (마을금고 연쇄습격사건), regia di Park Sang-joon (2007)
- Gamyeon (가면), regia di Yang Yun-ho (2007)
- The Chaser (추격자), regia di Na Hong-jin (2008)
- Seoul i boinya? (서울이 보이냐?) (2008)
- Haeundae (해운대), regia di Yoon Je-kyoon (2009)
- Bulsinjiog (불신지옥), regia di Lee Yong-joo (2009)
- Nagwon - Paradise (낙원 - 파라다이스), regia di Lee Jang-su (2009)
- Dongchangsaeng (동창생), regia di Park Hong-soo (2013)
- Uahan geojismal (우아한 거짓말), regia di Lee Han (2014)
- Room 731, regia di Kim Young-min – cortometraggio (2014)

### Televisione
- Bingjeom (빙점) – serie TV, (2004)
- Insaeng-i-yeo gomawo-yo (인생이여 고마워요) – serie TV, (2006)
- Gung (궁) – serie TV, (2006)
- Nuna (누나) – serie TV, (2006)
- Areumda-un sijeol (아름다운 시절) – serie TV, (2007)
- Eolleongttungttang heungsinso (얼렁뚱땅 흥신소) – serie TV, (2007)
- New Heart (뉴하트) – serie TV, (2007)
- Iljimae (일지매) – serie TV, (2008)
- Gangjeokdeul (강적들) – serie TV, (2008)
- Baram-ui hwa-won (바람의 화원) – serie TV, (2008)
- Ka-in-gwa Abel (카인과 아벨) – serie TV, (2009)
- Seondeok yeo-wang (선덕여왕) – serie TV, (2009)
- Tamnaneundoda (탐나는도다) – serie TV, (2009)
- Cheonsa-ui yuhok (천사의 유혹) – serie TV, (2009)
- Dong-yi (동이) – serie TV, (2010)
- Road No. 1 (로드 넘버원) – serie TV, (2010)
- Gumiho - Yeo-unu-idyeon (구미호: 여우누이뎐) – serie TV, (2010)
- Yokmang-ui bulkkot (욕망의 불꽃) – serie TV, (2010)
- Hobakkkot sunjeong (호박꽃 순정) – serie TV, (2010)
- Eomma mianhae (엄마 미안해) – serie TV, (2011)
- Gyebaek (계백) – serie TV, (2011)
- Haereul pum-eun dal (해를 품은 달) – serie TV, (2012)
- May Queen (메이퀸) – serie TV, (2012)
- Hwanggeum mujigae (황금 무지개) – serie TV, (2013)
- Gokbi (곡비), regia di Lee Eun-jin – film TV, (2014)
- Bimir-ui mun (비밀의 문) – serie TV, (2014)
- Yeonaesepo (연애세포) – web serial, (2014)
- Angry Mom (앵그리 맘) – serie TV, (2015)
- Gureumi geurin dalbit (구르미 그린 달빛) – serie TV, (2016)
- Ildan tteugeopge cheongsohara!! (일단 뜨겁게 청소하라!!) – serie TV, (2018)
- Pyeon-ui-jeom Saet-byul-i (편의점 샛별이) – serie TV, (2020)
- Hong Chun-gi (홍천기) – serie TV, (2021)
- My Demon (마이 데몬?, Ma-i demonLR) – serie TV, (2023-2024)
- Chicken Nugget (닭강정?, DakgangjeongLR) – serie TV, (2024)

## Videografia
- 2004 – White Christmas
- 2011 – VVIP, videoclip di Seungri
- 2012 – Return, videoclip di Lee Seung-gi
- 2012 – Going to You, videoclip di Take Hyun
- 2013 – Gone, videoclip di JIN
- 2013 – Srrr, videoclip di SunBee
- 2015 – Tell Me, videoclip di Im Seu-long

## Discografia
Singoli
- 2014 – Talk About Love
- 2014 – We're Happy

Colonne sonore
- 2014 – I Love So Much (Yeonaesepo)

## Riconoscimenti
- 2008 – SBS Drama Awards
  - Vinto – Miglior attrice bambina per Iljimae e Baram-ui hwa-won.
- 2010 – MBC Drama Awards
  - Vinto – Miglior attrice bambina per Dong-yi e Yokmangeui bulkkot.
- 2010 – KBS Drama Awards
  - Vinto – Miglior giovane attrice per Gumiho – Yeo-unu-idyeon.
- 2012 – Pierson Movie Festival
  - Vinto – Miglior attrice bambina per Haereul pum-eun dal.
- 2012 – Baeksang Arts Awards
  - Nomination – Miglior nuova attrice televisiva per Haereul pum-eun dal.
- 2012 – Mnet 20's Choice Awards
  - Nomination – 20's Upcoming 20's.
- 2012 – K-Drama Star Awards
  - Vinto – Miglior attrice bambina per Queen May e Haereul pum-eun dal.
- 2012 – MBC Drama Awards
  - Vinto – Miglior attrice bambina per Queen May e Haereul pum-eun dal.
- 2014 – SBS Drama Awards
  - Vinto – Premio nuova stella per Bimir-ui mun.